# Нтумаза, Нде
Нде Нтумаза (фр. Ndeh Ntumazah; 1926 — 21 января 2010) — камерунский политик, лидер движения за независимость в 1950-х годах. После её обретения был вынужден покинуть свою страну и не мог вернуться на родину до 1991 года. После смерти был удостоен торжественных похорон.

## Ранние годы
Нде Нтумаза родился в Манконе, Баменда, в 1926 году. Он присоединился к Союзу народов Камеруна (СНК) в начале 1950-х годов. В 1955 году СНК был запрещен в контролируемом Францией Восточном Камеруне. Для продолжения деятельности Нтумаза основал в контролируемом Великобританией Южном Камеруне движение «Единый Камерун» (One Kamerun) и стал его президентом. С этой временно защищенной базы он помогал активистам СНК, таким как Рубен Ум Ниобе и Эрнест Уанди, в их партизанской борьбе против французских колонизаторов.

## Жизнь в изгнании
Два Камеруна были объединены в 1961 году, однако левая партия СНК оставалась запрещённой. В 1962 году Нтумаза ускользнул из Камеруна и перебрался в Аккру, столицу Ганы. 6 сентября 1962 года руководство СНК в изгнании встретилось в Аккре в доме Нде Нтумазы и решило исключить «преступную клику Вунгли» из партийного руководства. В десять часов вечера, когда участники собрания собирались расходиться, там взорвалась бомба — никто из камерунских революционеров не пострадал, однако властям Ганы не понравилось, что на их территории происходят теракты, и они бросили в тюрьму все руководство СНК. В октябре Массагу, Чаптчета и Нтумазу освободили, но Абеля Кингуэ оставили в тюрьме.
13 сентября 1962 года СНК созвал свою первую Народную ассамблею партизан (Assemblée populaire sous maquis) в Мунго и представил Революционный комитет, который возглавил Эрнест Уанди. Однако организация функционировала плохо из-за проблем с коммуникацией, а также из-за советско-китайского раскола. В следующем году она раскололась: Абель Кингу и Осенде Афана объединились с Нтумазой и выступили против других лидеров.
Нтумаза жил в политическом изгнании в Гане, Гвинее и Алжире, прежде чем обосноваться в Великобритании. Во время своего изгнания он оставлял попыток заставить Запад обратить внимание на происходящее в Камеруне.

## Возвращение на родину
С восстановлением многопартийной демократии в 1991 году всё ещё радикальный Нтумаза вернулся в Камерун и в политическую в качестве одного из лидеров возрождённого СНК. Последний, впрочем, раздирался внутренними разногласиями. В 1996 году СКП раскололся на несколько фракций, одну из которых возглавлял Огюстен Фредерик Кодок, а другую — Нде Нтумаза. В борьбе победила умеренная фракция Кодока, ориентировавшаяся на Камерунское народно-демократическое движение; она провела съезд в Макаке, на котором её лидер был переизбран генеральным секретарем (он также был переизбран в Национальное собрание от округа Ньонг-и-Келле на парламентских выборах 1997 года).
Нде Нтумаза скончался в больнице Святого Фомы в Лондоне 21 января 2010 года. Президент Поль Бийя издал указ о том, что его тело должно быть возвращено в Камерун и торжественно захоронено в Баменде.